# Медиазависимость
Моде́ль медиазави́симости (теория зависимости от медиасистемы, англ. Media-System Dependency) впервые была введена М. Л. де Флер и С. Болл-Рокешо (1976), она описывает отношения между информационной системой и системой социальной (инфосферой и обществом).
Она определяет зависимость между медиа и человеком как «отношения, в которых потенциал людей для достижения своих целей зависит от информационных ресурсов системы средств массовой информации». Эти информационные ресурсы могут быть классифицированы как возможность создавать и собирать, обрабатывать и распространять информацию. По Бараному и Дэвису (2009), «Теория зависимости медиасистем предполагает, что чем больше человек зависит от наличия того, чтобы его или её потребности были удовлетворены путём использования медиа, тем более важное значение будет иметь роль, которую играют СМИ в жизни человека, и, следовательно, все большее влияние те медиа будут иметь на человека» (стр. 273). Поскольку мир становится более сложным, люди обращаются к медиа, чтобы понять, что происходит. Чем больше человек полагается на медиа для получения информации, тем больше человек находится под их влиянием.
Модель предполагает, что в современном социуме зависимость индивида от СМИ непрерывно растет, её уровень связан со стабильностью или не стабильностью в обществе. Например, в критических ситуациях (например, теракт 11 сентября) люди обращаются в СМИ как единственному источнику сведений и оказываются беззащитными перед их влиянием.
Реализация модели медиазависимости предусматривает осуществление влияния на индивида по двум направлениям: когнитивному и аффективному.

## Историческая ретроспектива
Эффект «подкожной иглы» или «волшебной палочки», который был впервые описан в 1920-х годах, предполагал, что СМИ имеют глубокое, непосредственное психологическое воздействие на свою аудиторию. Это означает, что коммуникатор, в этом случае СМИ, имеет значительный контроль над получателем сообщения. Эта идея больше не рассматривается социальными учеными как корректная. Тем не менее, общественность в целом по-прежнему рассматривает СМИ как имеющие значительное влияние на общественное мнение и поведение.

### Оригинальная теория
Ранние исследования описанной зависимости от медиасистемы в отношении получающих информацию (потребителей информации) предусматривают следующие качества последних:
- Понимание социального мира (то есть текущих событий).
- Соответствие социальным нормам (например, участие в трендах, восприятие поп-культуры).
- Необходимость в воображаемом бегстве (англ. fantasy-escape) от социальной реальности (например, посредством развлечений).

Зависимость увеличивается пропорционально увеличению потребностей индивидуума. Например, во время масштабных социальных кризисов, таких, как война, потребность воображаемого бегства резко возрастает, что увеличивает зависимость от медиасистемы как источника развлечений.

### Новая теория
Более поздние исследования показывают, что зависимость от медиасистемы включает в себя больше, чем просто удовлетворение потребностей аудитории. М. Де Флер и Болл-Рокешо (1989) предполагают, что в действительности есть три фактора, которые влияют на зависимость:
- Потребность в информации
- Индивидуальные качества личности
- Этапы развития (возраст)

Эти факторы вызывают осуществление медиа «избирательного влияния» (англ. selective influence) на любого конкретного члена аудитории. Например, песня может быть не существенной для маленького ребенка, но воплощением популярности для студента-подростка и одновременно социально неприемлемой для родителей, бабушек и дедушек.

## Текущее использование
В современном обществе зависимость от медиасистемы используется преимущественно политической и экономической системами. Болл-Рокешо (1985) предполагает, что существует даже взаимозависимость между ними, которая проявляется в их помощи друг другу для достижения основных целей. Цели каждой системы создаёт симметрическую, взаимную необходимость или непредсказуемость при взаимодействии друг с другом. Эти системы в настолько значительной мере полагаются друг на друга, что усилия той или иной системы по созданию асимметрии имеют, как правило, круговой характер. Этой непредсказуемости нет в семье, системе образования, религиозной системе, вот почему другие системы не рассматриваются в качестве систем центральных зависимостей.